# Zygia conzattii
Zygia conzattii  es una especie de plantas fanerógamas perteneciente a la familia de las leguminosas (Fabaceae). Es originario de Centroamérica.

## Descripción
Son árboles, que alcanzan un tamaño de hasta  8 (15) m de alto; las ramas y tallos glabrescentes. Las hojas de hasta 13 (–15) cm de largo, pinnas 2.5–4 cm de largo, hispídulas, glabrescentes; folíolos 3–5 por pinna, elípticos o ampliamente elípticos, 3.5–11 cm de largo y 1.6–6 cm de ancho, ápice agudo, base ligeramente oblicua, glabros, pubescentes sobre los nervios en el envés, nervadura broquidódroma, nervio principal central, una glándula circular de ca 1 mm de diámetro entre cada par de folíolos; pecíolos menos de 3 mm de largo, escasamente hirsútulos o hispídulos, glabrescentes, con una glándula circular de ca 1.5 mm de diámetro entre el par de pinnas, estípulas triangulares, hasta 4 mm de largo, fugaces. Inflorescencias en capítulos caulifloros, 2–2.4 cm de diámetro, raras veces en una espiga muy corta, sésiles o casi sésiles, bráctea floral triangular, ca 1 mm de largo, glabrescente, flores blanquecinas; cáliz tubular, 2 mm de largo, glabro, 5-lobado, corola tubular en la base, campanulada hacia el ápice, 6–7.5 mm de largo, 5-lobada en 1/5 de su longitud, ligeramente estriada; tubo estaminal exerto, 11 mm de largo; ovario ca 2 mm de largo, glabro, sésil; nectario intrastaminal menos de 0.5 mm de largo. Fruto plano o fuertemente curvado, hasta de 17 cm de largo y 1–1.5 cm de ancho, dehiscente en un solo lado, las valvas cartáceas, glabras, café obscuras, márgenes generalmente algo constrictos, sésil; semillas generalmente 6–10, ampliamente elípticas, 15 mm de largo, 12 mm de ancho y 3.5 mm de grueso.

## Distribución y hábitat
Es una especie escasa, que se encuentra en los manglares, en la zona atlántica; a una altitud de 0–50 m; desde el sureste de México a Costa Rica.

## Taxonomía
Zygia conzattii fue descrita por (Standl.) Britton & Rose y publicado en North American Flora 23(1): 40. 1928.
Sinonimia
- Calliandra conzattii Standl.	basónimo
- Calliandra scopulina Brandegee
- Pithecellobium conzattii (Standl.) Standl.
- Pithecellobium disciferum Lundell
- Pithecellobium recordii (Standl.) Standl.
- Pithecolobium conzattii (Standl.) Standl.
- Pithecolobium recordii (Britton & Rose) Standl.
- Pithecolobium scopulinum (Brandegee) Standl.
- Zygia recordii Standl.
- Zygia recordii Britton & Rose
- Zygia scopulina (Brandegee) Britton & Rose[2]